# 奥尔登堡号铁甲舰
奥尔登堡号是德意志帝国海军于19世纪后期建造、设计用作海岸防御的一艘铁甲护卫舰。它于1883年在斯德丁的伏尔铿船厂架设龙骨，1884年12月下水，至1886年4月投入使用。奥尔登堡号原本打算成为萨克森级铁甲舰的第五名成员，但预算的限制和当局对萨克森级的不满促成了重新设计，它与早期的舰只几乎没有相似之处。奥尔登堡号的主炮为装备在舰舯区域的八门240毫米口径箍炮，其中六门置于主甲板的中央炮廓内，另外两门位于舷侧的正上方。这是第一艘由德国独立建造的钢制主力舰，并且完全不设帆具。
奥尔登堡号在帝国海军服役期间并无出彩表现。它于1880年代末和1890年代初参与了舰队的训练演习，但在1890年代的大部分时间都是作为储备闲置。它的唯一一次重要部署是在1897－1898年，当时它参加了国际海军佯动，以抗议希腊吞并克里特岛。它于1900年退出现役，成为一艘港湾警戒船。从1912年至1919年，它被公海舰队用作靶舰；后于1919年报废出售，并于同年拆解。

## 设计

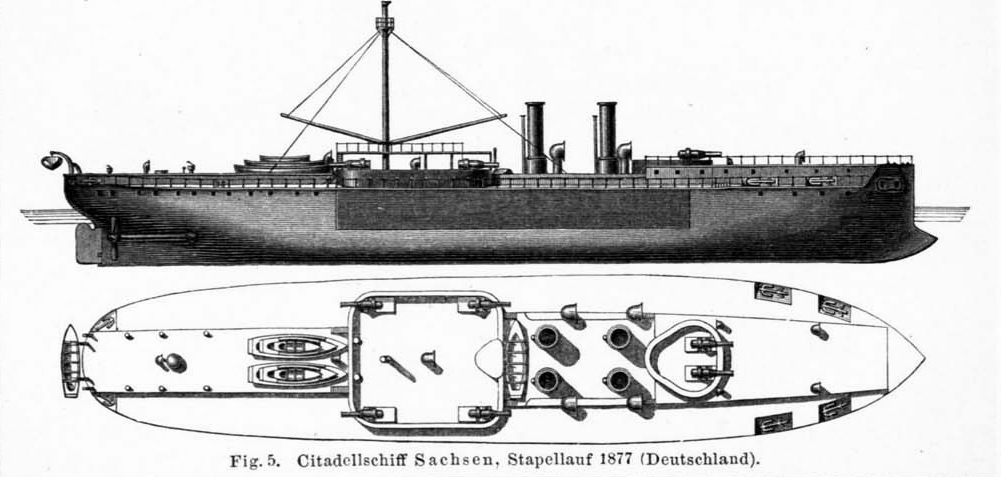
萨克森级舰只示意图，奥尔登堡号原本应是其中的一员

在1870－1871年的普法战争结束后，步兵上将阿尔布雷希特·冯·施托施出任帝国海军部长；他立即着手根据1867年批准的先前计划，起草了一份新的舰队计划。施托施认为海军的作用主要是防御：将一支铁甲舰队部署在德国水域，便足以抵御丹麦海军在普丹战争期间以及法国海军在普法冲突期间实施的那种封锁。施托施的舰队计划于1873年定稿，计划总共需要八艘远洋铁甲巡防舰和六艘较小的铁甲护卫舰。远洋部分由皇帝级完成；而六艘护卫舰也已建成了五艘，分别为汉萨号和四艘萨克森级舰只。最后一艘护卫舰原本打算成为萨克森级的第五艘，但对设计的不满导致许多高级军官促成了一款新的修订版本。
新设计是在1879年至1881年之间拟定的，但由于炮塔舰大选帝侯号意外沉没造成的预算紧缺，限制了设计人员对萨克森级进行有效改进的能力。根据既有预算，新舰的排水量必须比萨克森级减少约2000吨。有限的排水量迫使其回归了先前炮廓舰的布局，同时炮管的口径也从260毫米降低至240毫米。为了在一定程度上抵消攻击能力的下降，这些舰炮采用了一种更新、更长的30倍径炮管，其炮口初速较萨克森级装备的22倍径炮管更高。
各界对舰只设计的评价褒贬不一；它是所有海军中最后开建的一艘炮廓舰（尽管奥斯曼的哈米德号更晚建成），因此是不合时宜的。海军历史学家埃里希·格勒纳指出，奥尔登堡号是“实验性设计，在战斗中没有任何实用价值”。《康氏世界军舰大全》对此表示认同，称“奥尔登堡号在竣工之际便被认为几乎没有作战价值”。历史学家艾丹·多德森批评该舰是“一项糟糕的投资，它未能将设计航速提高多0.2節（0.37每小時），且其轮廓会导致速度在起浪时急剧下降”。然而，1889年版的《巴氏海军年鉴》却报道了一个截然相反的观点，称“德国海军的大多数批评者或多或少地对所有这些舰只不满，但威廉国王号、皇帝号、德国号和奥尔登堡号除外”。

### 整体特征
奥尔登堡号的水线长度和全长分别为78.4米和79.8米，舷宽为18米，有6.28米的前吃水和6.30米的后吃水。其设计排水量为5249吨，满载排水量则为5743吨。舰只的船体由横向和纵向钢架构成，舰艏和舰艉均为铁制。船体被划分为十二个水密舱室和一个占舰只长度比重为60%的双层船底。奥尔登堡号是第一艘完全采用德制钢材建造的德国主力舰。
帝国海军认为奥尔登堡号是一艘合格的海船，尽管它十分颠簸。由于严重的纵摇倾向，在舰艏永久性安装了一个60吨重的压舱物。该舰于巨浪面前同样会损失大量速度，在蒲福氏6级以上的海况条件下，速度可能下降多达25%。其横向稳心高度为0.63米，以至于无法在恶劣的天气条件下运行。舰只的标准船员编制为34名军官及355名水兵，其后又整编为32名军官和400名水兵。它还搭载有一些小型舰载艇，包括1艘哨艇、1艘机动艇、2艘大舢板、2艘短桅帆船、1艘高低桅帆船以及1艘小划艇。

### 推进装置

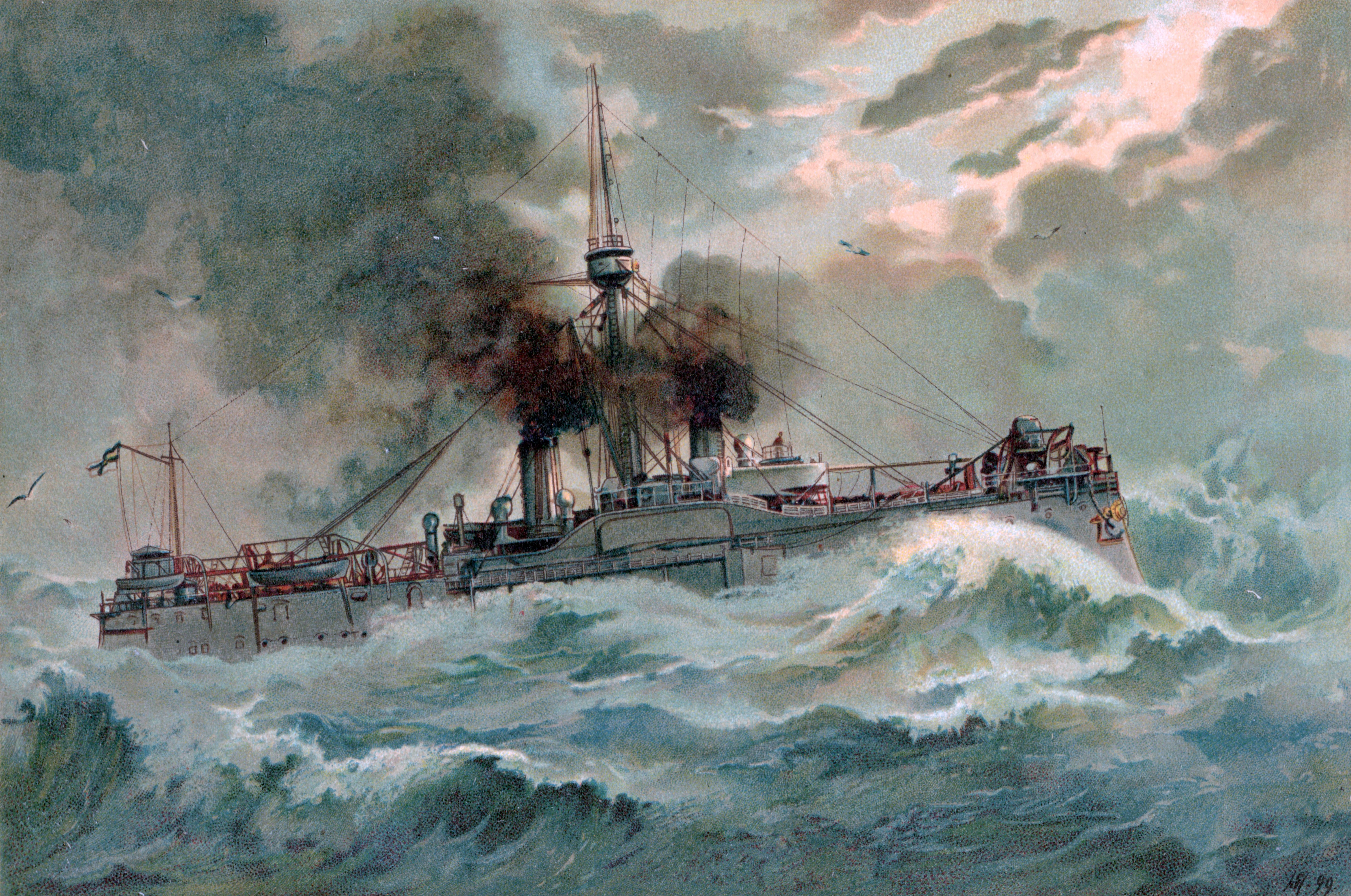
描绘奥尔登堡号的画作

奥尔登堡号的推进装置由设于两个独立轮机舱内的两台卧式四缸双胀蒸汽机组成；各自负责驱动一副直径为4.50米的三叶螺旋桨。所需的蒸汽是通过八台横向的圆柱形火管锅炉供给，它们分布在两个锅炉舱内。每台锅炉配备有三个炉膛，共计24个，使用强制通风时可在最高5个标准大气压（510千帕）的环境下工作。根据设计方案，发动机的额定功率为3,900匹公制馬力（3,800匹指示馬力），最高速度为14節（26每小時）。在实际的速度测试中，奥尔登堡号的发动机略微超过了设计功率，达到3,942匹公制馬力（3,888匹指示馬力），但最高速度仅达到13.8節（25.6每小時）。
舰只的设计燃煤贮存量为348吨，但在战时条件下则可以贮存450吨。其甲板上还可额外堆放120吨煤，以备长途航行。奥尔登堡号可以9節（17每小時）的速度续航1,770海里（3,280）；若将速度提高1节，其航程会缩短至1,370海里（2,540）；而当速度达到12节，则只能航行980海里（1,810）。舰只转向是由单舵控制。舰载装备有三台电压为65伏特的发电机，总发电量为65千瓦。

### 武器及装甲
奥尔登堡号装备有八门240毫米30倍径箍炮作为主炮，并采用不同寻常的配置：主甲板上有六门、两边舷侧各一门；中央炮廓的每个角落各有四个銃眼用于瞄准端部射击，顶层甲板也有两个用于舷侧射击。这些武器共配备494发弹药，可以降低至-5°俯角和提升至8°仰角，这使其最大射程介乎于5700米至8800米之间。舰只的副炮由四门单座安装的150毫米22倍径箍炮组成。对于近距离防御鱼雷艇，它还装备有两门87毫米24倍径的单座箍炮；而在服役生涯的后期，它又加装了六门同样的箍炮来加强防御能力。此外，四具直径为350毫米的鱼雷发射管也使舰只的武器装备更为完善；其中一具以浸没式置于舰艏的水线下方，两具安装在舰舯甲板两侧的枢转支架上，另一具则在舰艉——也位于水线上方。它们合共配备十枚鱼雷。
奥尔登堡号的装甲是由安装在柚木衬垫上的复合钢制成。这种钢材是由迪林根冶炼厂生产。主装甲带由两层列板组成；钢制的上层列板在舰舯有300毫米厚，它在那里保护舰只的核心部位，然后在中心区域的两端减弱为200毫米。下层列板在中心区域的厚度为250毫米，至两端均为180毫米。整个装甲带都以柚木作衬垫，其中舰舯为250毫米厚、两端为300毫米厚。用于主炮的装甲炮廓有150毫米厚。舰只的装甲甲板的厚度为30毫米。前司令塔的侧部和顶部分别为50毫米和25毫米厚；后司令塔则仅提供碎片保护，有15毫米厚的侧部和12毫米厚的顶部。

## 建造
舰只最初是由德意志帝国海军以“E号铁甲舰”（Panzerschiff E）为合同代号订购。来自斯德丁的伏尔铿船厂获得了建造合同，自1883年开始在架设龙骨，建造编号为132。它于1884年12月20日下水，在下水仪式上，由奥尔登堡的储公（后来成为大公）腓特烈·奥古斯特主持为舰只命名。这是继铁甲护卫舰萨克森号、巴伐利亚号、巴登号、符腾堡号和汉萨号（代表汉萨城邦汉堡、不来梅和吕贝克）之后，奥尔登堡大公国自此也象征性地在海军中拥有了代表舰。此后，进一步的舾装工序一直持续至1886年4月完成。

## 服役历史

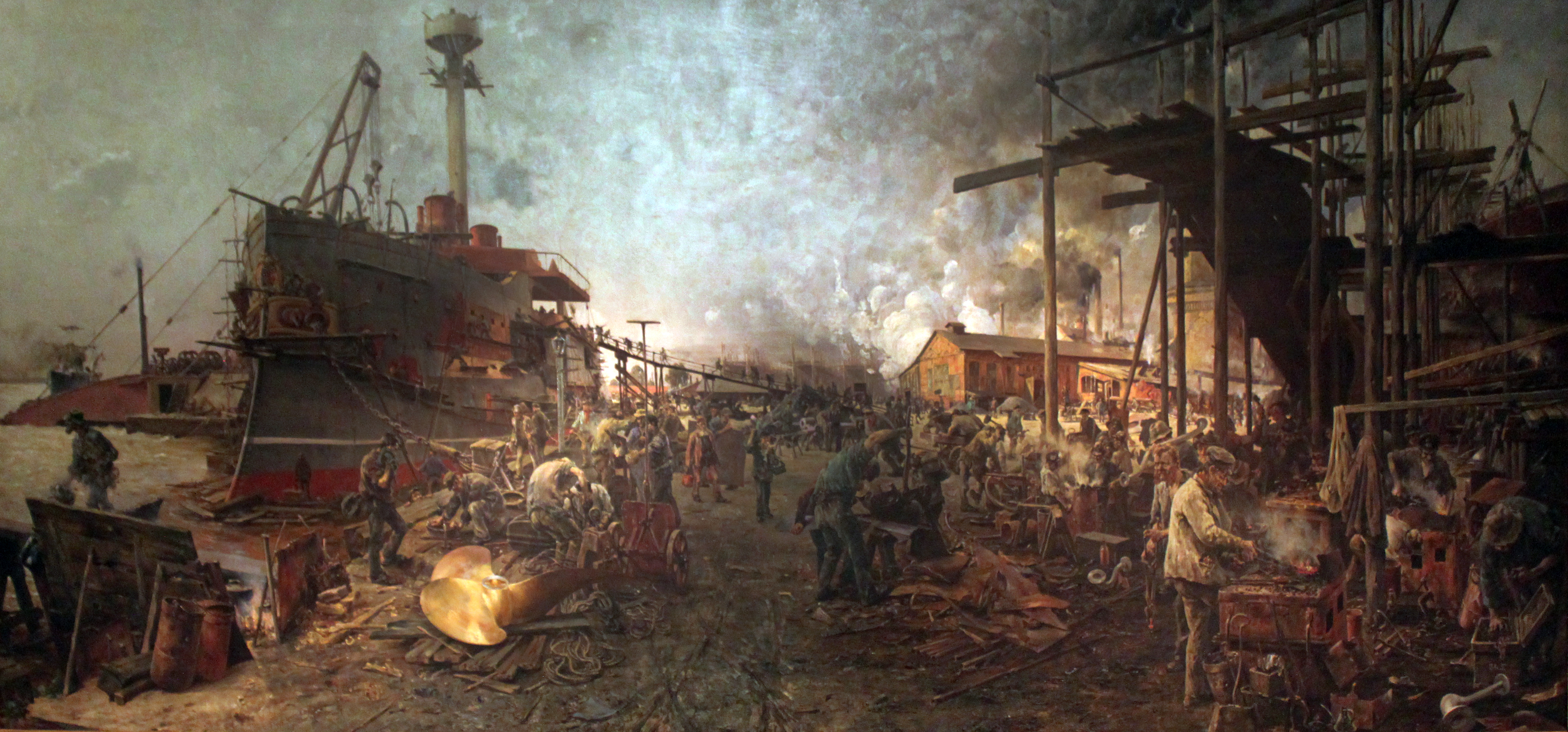
1886年的画作《在伏尔铿船厂建造奥尔登堡号》，现存于德国历史博物馆

奥尔登堡号在竣工时便已显过时，但拥有相对良好的适航性。它在舰队中的服役时间经常因为停用而中断。由于该舰的行动半径仅为800海里（1,500），因此不适合用于海外部署，只能主要担任警戒值勤——先在基尔，然后是威廉港。奥尔登堡号于1886年4月8日正式投入帝国海军服役，由于其笨重的外形而在军中获得了“熨斗”的绰号。它立即被编入演习分舰队的第一总队，与萨克森号、巴伐利亚号和和符腾堡号共同参加年度舰队演习。巴伐利亚号和符腾堡号在整个训练过程中都遇到了发动机故障，但奥尔登堡号的表现令人满意。
1887年6月，威廉皇帝运河正式通航；奥尔登堡号是出席庆典的舰只之一。它于1887年9月再被编入演习分舰队，与威廉国王号和皇帝号一起参加演习。大部分演习集中在波罗的海，但分舰队仍然于9月份在北海进行了为期8天的演练。奥尔登堡号还参加了1889年8月对英国的访问，陪同年轻的德皇威廉二世出席考斯帆船周。当时该舰与萨克森号、巴登号和新巡洋舰伊伦娜号一同被编入第一总队，并与分舰队余部在斯皮特黑德接受了德皇外祖母、英国女王维多利亚的检阅。
1890年夏天，奥尔登堡号参加了英国向德国归还黑尔戈兰岛的移交仪式。它也参加了同年9月的舰队演习，在那里，铁甲分舰队的全部八艘舰只都模拟俄国舰队对基尔实施封锁。奥尔登堡号于1891年继续留在第一总队，这年的演习任务是模拟一场针对俄国和法国或丹麦的双线作战。在1891－1892年之交，奥尔登堡舰上的船员发生激烈的人身纠纷，受到了军事法庭的惩处。随即在1892年，符腾堡号取代了奥尔登堡号在第一总队的位置，后者只得被编入预备役。在接下来的五年中，该舰一直处于停用状态。
1897年，此时已被重新归类为“三等铁甲舰”（Panzerschiff III. Klasse）的奥尔登堡号获得了服役生涯中最显赫的部署。由于帝国海军普遍缺乏军舰，在针对克里特岛的希腊－土耳其冲突期间，它被派往地中海——当时岛上的大多数基督徒居民已起义反抗奥斯曼土耳其的统治，并要求与希腊建立联系。奥尔登堡号在驶至比斯开湾便已耗尽燃煤，因此不得不在西班牙港口费罗尔停靠。受制于舰只的体积和结构，它不适合代表大国在克里特岛执行任务，因为其它海军大国（英国、法国、奥匈帝国、俄国和意大利）都已派出了风帆战列舰。1898年1月7日，奥尔登堡号在其它列强舰队的陪同下，在卡内港（今哈尼亚）卸下了一支登陆部队，以保护德国所宣称的利益。至同年3月，由于对妥协方案不满，德国宣布退出“希腊争端”，并召回奥尔登堡号。这使得克里特岛处于奥斯曼帝国的控制之下，但由一位希腊王子名义执政。在返航途中，奥尔登堡号出人意料的分离驶向里斯本。这同样是由于帝国海军缺少舰只，需要奥尔登堡号在里斯本出席1498年瓦斯科·达伽马发现印度海上航线400周年的庆典。同年5月，在里斯本集结的国际海军部队举行了划船比赛，并由奥尔登堡号的两艘舰载短桅帆船获得第一名。为此，该舰获得了葡萄牙国王卡洛斯一世的登舰访问以及德皇威廉二世的贺电。
返回德国后，奥尔登堡号于1899年3月22日在比尔克附近的一场暴风雪中搁浅，需要移除武器和弹药后才能被拖出。同年4月23日，它在威廉港再度退役，继而沦为一艘海港警戒船。在1912年1月13日从海军序列中除籍之前，它也曾担任过供应母舰职责。此后，该舰被公海舰队用作靶舰，直至第一次世界大战德国战败。1915年5月5日，奥尔登堡号被售予拆船商哈廷格公司（Hattinger Company），并于同年在威廉港拆解报废。

## 脚注
注释
1. ↑  SMS表示, 即“陛下之舰”。
2. ↑  所有德国舰船在订购时都会被赋予临时代号；其中新增编入舰队的使用字母代号，而用于替换旧舰的则使用“（旧舰名）替舰”。[11]

引用
1. ↑  Dodson，第23–24頁.
2. 1 2  Sondhaus，第135頁.
3. ↑  Gröner，第8–9頁.
4. 1 2 3 4  Gardiner，第246頁.
5. ↑  Dodson，第24, 30頁.
6. 1 2  Dodson，第30頁.
7. 1 2 3 4 5 6 7 8 9 10  Gröner，第9頁.
8. ↑  Brassey，第76–77頁.
9. 1 2  Gröner，第8頁.
10. 1 2  Sondhaus，第166頁.
11. ↑  Gröner，第56頁.
12. ↑  Merleker，第82–83頁.
13. ↑  Sondhaus，第163頁.
14. ↑  Sondhaus，第171頁.
15. ↑  Sondhaus，第179頁.
16. ↑  Sondhaus，第192頁.
17. ↑  Sondhaus，第194頁.
18. ↑  Sondhaus，第220頁.